# Europejski Festiwal Lekkoatletyczny 2005
5. Europejski Festiwal Lekkoatletyczny Bydgoszcz Cup – mityng lekkoatletyczny, który odbył się 5 czerwca 2005 na stadionie imienia Zdzisława Krzyszkowiaka w Bydgoszczy.

## Rezultaty

### Mężczyźni
| Konkurencja:                  | 1. miejsce                                                                   | Rezultat   | 2. miejsce                                                              | Rezultat | 3. miejsce                                                                      | Rezultat   |
| Bieg na 100 m                 | Uchenna Emedolu                                                              | 10,44      | Łukasz Chyła                                                            | 10,54    | Anatolij Dowgał                                                                 | 10,56      |
| Bieg na 200 m                 | Brian Dzingai                                                                | 20,52      | Ambrose Ezenwa                                                          | 20,77    | Uchenna Emedolu                                                                 | 20,81      |
| Bieg na 800 m                 | Grzegorz Krzosek                                                             | 1:46,28 SB | Osmar dos Santos                                                        | 1:46,37  | Mirosław Formela                                                                | 1:47,15 SB |
| Bieg na 1500 m                | Rafał Snochowski                                                             | 3:43,43 SB | Michał Bernardelli                                                      | 3:43,52  | Łukasz Parszczyński                                                             | 3:44,25 SB |
| Bieg na 3000 m z przeszkodami | Radosław Popławski                                                           | 8:17,77 SB | Julius Nyamu                                                            | 8:17,92  | Andrey Olshanskiy                                                               | 8:19,68 PB |
| Bieg na 110 m przez płotki    | Maurice Wignall                                                              | 13,52      | Jewgienij Borisow                                                       | 13,77    | Damien Greaves                                                                  | 13,85      |
| Bieg na 400 m przez płotki    | Marek Plawgo                                                                 | 49,10      | Kemel Thompson                                                          | 49,18    | Jewgienij Meleszenko                                                            | 49,21      |
| Sztafeta 4 x 100 m            | Polska · Łukasz Chyła · Marcin Urbaś · Michał Bielczyk · Przemysław Rogowski | 39,32      | Polska · Adam Gaj · Tomasz Talkowski · Jarosław Wasiak · Piotr Wiaderek | 39,94    | Polska · Karol Sienkiewicz · Dariusz Kuć · Dariusz Burzyński · Radosław Drapała | 40,09      |
| Skok wzwyż                    | Michał Bieniek                                                               | 2,27       | Grzegorz Sposób                                                         | 2,27     | Tora Harris                                                                     | 2,23       |
| Skok w dal                    | Tommi Evilä                                                                  | 7,88       | Tomasz Mateusiak                                                        | 7,74     | Marcin Starzak                                                                  | 7,60       |
| Pchnięcie kulą                | Tomasz Majewski                                                              | 20,54      | Andrej Michniewicz                                                      | 20,43    | Jurij Biłonoh                                                                   | 19,87      |
| Rzut młotem                   | Iwan Cichan                                                                  | 78,39      | Krisztián Pars                                                          | 76,87    | Olli-Pekka Karjalainen                                                          | 76,37      |

### Kobiety
| Konkurencja:               | 1. miejsce                                                                       | Rezultat    | 2. miejsce                                                                        | Rezultat | 3. miejsce                                                                                   | Rezultat   |
| Bieg na 100 m              | Żanna Pintusewicz-Block                                                          | 11,33       | Chandra Sturrup                                                                   | 11,34    | LaVerne Jones-Ferrette                                                                       | 11,75      |
| Bieg na 200 m              | Żanna Pintusewicz-Block                                                          | 22,98       | Anna Guzowska                                                                     | 23,44    | Dowdie Gaye                                                                                  | 23,50      |
| Bieg na 1500 m             | Irina Krakowiak                                                                  | 4:09,65     | Natalia Gorelowa                                                                  | 4:10,74  | Anna Kotienkowa                                                                              | 4:16,75 PB |
| Bieg na 100 m przez płotki | Kirsten Bolm                                                                     | 12,92       | Andrea Bliss                                                                      | 13,07 SB | Aurelia Trywiańska                                                                           | 13,09      |
| Bieg na 400 m przez płotki | Anna Jesień                                                                      | 54,22 PB NR | Sandra Glover                                                                     | 54,53    | Marta Chrust-Rożej                                                                           | 56,15 SB   |
| Sztafeta 4 x 100 m         | Polska · Iwona Brzezińska · Marta Jeschke · Marika Popowicz · Agnieszka Ceglarek | 45,12       | Polska · Agnieszka Kaniecka · Ewelina Klocek · Paulina Klawiter · Katarzyna Szuba | 46,79    | SL WKS Zawisza Bydgoszcz Anna Roczniak Agnieszka Paterka Edyta Madejewska Karolina Olszewska | 49,17      |
| Skok o tyczce              | Anna Rogowska                                                                    | 4,50        | Ludmiła Wojlenko                                                                  | 4,10 =SB | Jelena Bielakowa                                                                             | 4,10       |
| Trójskok                   | Natalia Safronawa                                                                | 14,12 SB    | Adelina Gawriła                                                                   | 13,81    | Aleksandra Fila                                                                              | 13,53      |